# Eddy Ottoz
Eddy Jean Paul Ottoz ([edi ʒɑ̃.pɔl ɔto]; Mandelieu-la-Napoule, 3 giugno 1944) è un ex ostacolista e politico italiano, due volte campione europeo dei 110 metri ostacoli (1966, 1969) e tre volte campione europeo dei 60 metri ostacoli indoor (1966, 1967, 1968).

## Biografia
Nato in Francia, in Costa Azzurra, da madre francese e padre valdostano, di famiglia originaria di Courmayeur, negli anni sessanta è stato uno dei massimi specialisti europei e mondiali del 110 metri ostacoli.
Questi i principali successi ottenuti in carriera:
- nel 1964, a soli 20 anni, ha conquistato l'accesso alla finale ai Giochi olimpici di Tokyo, terminando poi al quarto posto;
- nel 1965 è giunto primo alle Universiadi di Budapest;
- nel 1966 ha vinto i campionati europei, sempre a Budapest;
- nel 1967 è giunto primo alle Universiadi di Tokyo;
- nel 1968 ha conquistato la medaglia di bronzo ai Giochi olimpici di Città del Messico, facendo segnare il tempo di 13"46, primato italiano imbattuto sino al 1994, quando suo figlio Laurent, a Berlino, ha corso in 13"42[1];
- nel 1969 si è confermato medaglia d'oro ai campionati europei di Atene.

Alla sua ricca bacheca di trofei vanno aggiunti 3 titoli europei al coperto (indoor), conquistati consecutivamente dal 1966 al 1968, e 5 titoli di campione italiano assoluto (dal 1965 al 1969).
La sua tecnica di superamento dell'ostacolo è stata assunta come modello da generazioni di ostacolisti, italiani e stranieri. L'unico suo limite era nella velocità di base (10"7 sui 100 m piani), inferiore a quella dei migliori ostacolisti mondiali. 
Ebbe qualche difficoltà, peraltro ben superata, nella finale dei Giochi di Tokyo, a causa della pioggia: gli si appannavano gli occhiali, senza i quali aveva difficoltà a vedere gli ostacoli. Decise dunque di correre la finale senza occhiali e fu brillantemente quarto.
Dal 2001 al 2012 è stato membro della Giunta nazionale del CONI; è stato eletto al Consiglio regionale della Valle d'Aosta nel 1998 e nel 2006, nelle liste dell'Union Valdôtaine.

## Palmarès

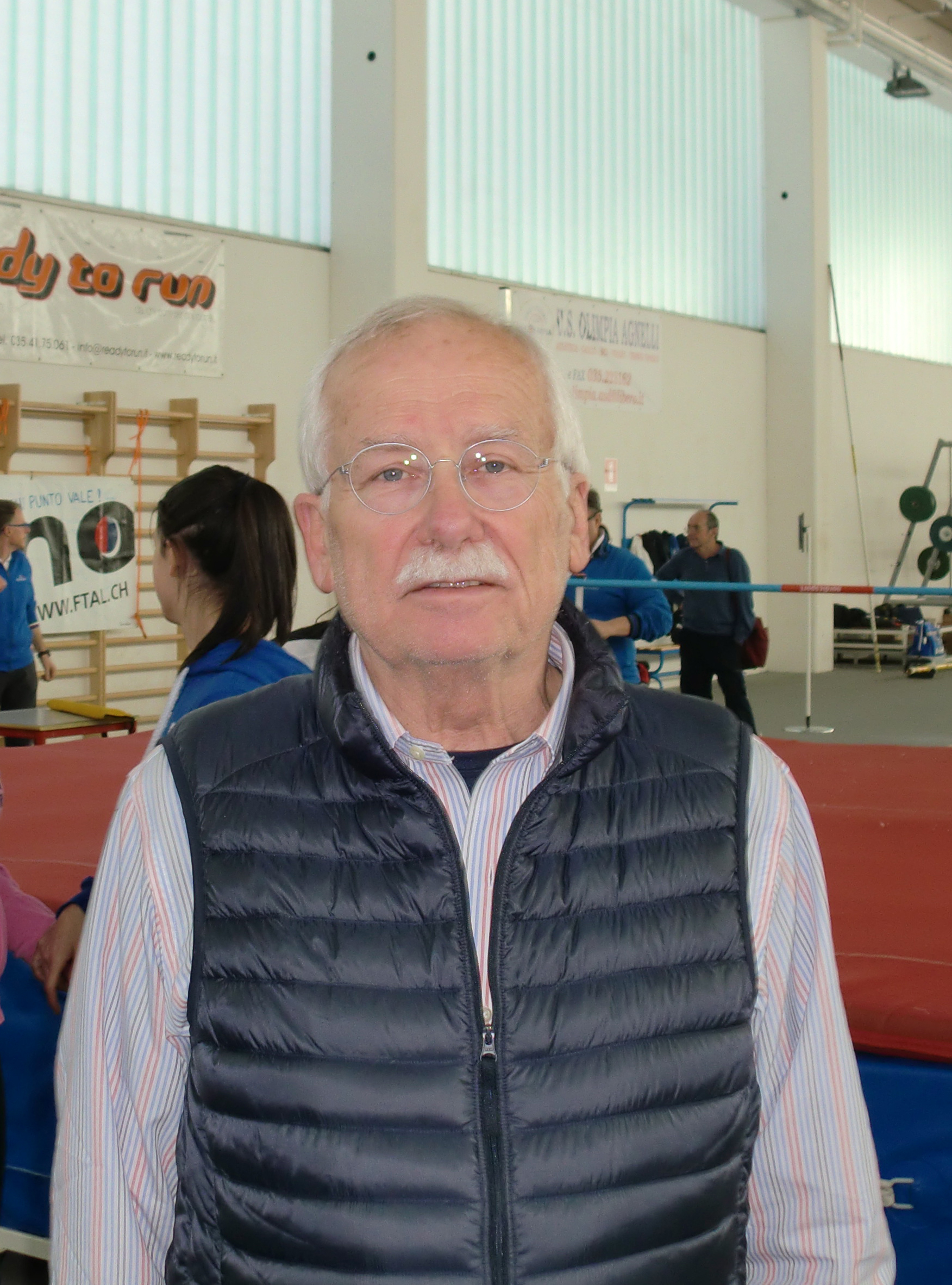
Eddy Ottoz nel 2015

| Anno | Manifestazione  | Sede              | Evento   | Risultato | Prestazione | Note                  |
| ---- | --------------- | ----------------- | -------- | --------- | ----------- | --------------------- |
| 1964 | Giochi olimpici | Tokyo             | 110 m hs | 4º        | 13"8        |                       |
| 1965 | Universiadi     | Budapest          | 110 m hs | Oro       | 13"6        |                       |
| 1966 | Europei indoor  | Dortmund          | 60 m hs  | Oro       | 7"7         |                       |
| 1966 | Europei         | Budapest          | 110 m hs | Oro       | 13"7        |                       |
| 1967 | Europei indoor  | Praga             | 50 m hs  | Oro       | 6"4         |                       |
| 1967 | Universiadi     | Tokyo             | 110 m hs | Oro       | 13"9        |                       |
| 1968 | Europei indoor  | Madrid            | 50 m hs  | Oro       | 6"57        |                       |
| 1968 | Giochi olimpici | Città del Messico | 110 m hs | Bronzo    | 13"46       | Record nazionale      |
| 1969 | Europei         | Atene             | 110 m hs | Oro       | 13"5        | Record dei campionati |

## Campionati nazionali
- 5 volte campione nazionale assoluto dei 110 m hs (1965, 1966, 1967, 1968, 1969)

## Pubblicità
È stato testimonial dell'olio Apilube e della benzina Api, Anonima Petroli Italiani, insieme ad altri campioni sportivi italiani, nella rubrica televisiva pubblicitaria Carosello nel periodo 1971-1973.